# Titus Pomponius Atticus
Titus Pomponius Atticus, född 112-109 f.Kr. och död 35-32 f.Kr., var en romersk riddare, Ciceros vän och förläggare.
Titus Pomponius fick tillnamnet Atticus på grund av en mångårig vistelse i Aten. Han var storgodsägare i Epirus och affärsman, och investerade stora delar av sin förmögenhet i bokförläggarverksamhet, där han lät mängder av skrivslavar ta avskrifter av utmärkta författares arbete och försälja dessa. Atticus var även själv litterärt verksam som historiker. Politiskt försökte han hålla sig på god fot med de ledande männen ur alla partier. Om hans vänskap med Cicero vittnar den väldiga samling av dennes brev till honom (16 böcker), som bevarats för eftervärlden. Cornelius Nepos skrev en biografi över honom.